# Silene eugeniae
Silene eugeniae là loài thực vật có hoa thuộc họ Cẩm chướng. Loài này được Kleopow miêu tả khoa học đầu tiên.